# Liste der Baudenkmale in Elmenhorst/Lichtenhagen
In der Liste der Baudenkmale in Elmenhorst/Lichtenhagen sind alle Baudenkmale der Gemeinde Elmenhorst/Lichtenhagen (Landkreis Rostock) und ihrer Ortsteile aufgelistet (Stand: 28. März 2007).

## Legende
In den Spalten befinden sich folgende Informationen:
- ID-Nr: Die Nummer wird von den Denkmalämtern der Landkreise vergeben. Wenn sie nicht bekannt ist, bleibt die Spalte leer. In dieser Spalte kann sich zusätzlich das Wort Wikidata befinden, der entsprechende Link führt zu Angaben zu diesem Denkmal bei Wikidata.
- Lage: die Adresse des Denkmales und die geographischen Koordinaten.
Link zu einem Kartenansichtstool, um Koordinaten zu setzen. In der Kartenansicht sind Denkmale ohne Koordinaten mit einem roten bzw. orangen Marker dargestellt und können in der Karte gesetzt werden. Denkmale ohne Bild sind mit einem blauen bzw. roten Marker gekennzeichnet, Denkmale mit Bild mit einem grünen bzw. orangen Marker.
- Bezeichnung: Bezeichnung, so wie sie in den offiziellen Listen der Denkmalämter steht. Ein Link hinter der Bezeichnung führt zum Wikipedia-Artikel über das Denkmal. Wenn die Bezeichnung der Denkmalämter inhaltlich fehlerhaft ist, ist in der Spalte „Beschreibung“ darauf hinzuweisen.
- Beschreibung: Beschreibung des Denkmales
- Bild: ein Bild des Denkmales und gegebenenfalls einen Link zu weiteren Fotos des Denkmals im Medienarchiv Wikimedia Commons

## Denkmalbereich
Der Bereich „Dorfkern Lichtenhagen“ wurde als Denkmalbereich nach § 5(3) des Denkmalschutzgesetzes Mecklenburg-Vorpommerns ausgewiesen.

## Baudenkmale in den Ortsteilen

### Elmenhorst
| ID  | Lage                   | Bezeichnung | Beschreibung | Bild     |
| --- | ---------------------- | ----------- | ------------ | -------- |
| 192 | Hauptstraße 85 (Karte) | Wohnhaus    |              | Wohnhaus |

### Lichtenhagen
| ID  | Lage                         | Bezeichnung                                         | Beschreibung | Bild                                                |
| --- | ---------------------------- | --------------------------------------------------- | --- | --------------------------------------------------- |
| 498 | Admannshäger Weg 3/4 (Karte) | Pfarrhof mit Wohnhaus und Scheune                   | | Pfarrhof mit Wohnhaus und Scheune                   |
| 799 | Admannshäger Weg 5 (Karte)   | ehem. Küsterhaus                                    | | ehem. Küsterhaus                                    |
| 508 | Dorfstraße (Karte)           | Kirche mit Friedhof                                 | Die aus zum Großteil unbehauenen Findlingen errichtete Kirche stammt aus der Zeit des Übergangs von der Romanik zur Gotik und entstand zu verschiedenen Zeiten durch mehrere Umbauten. Der rechteckige Chor mit geradem Chorschluss aus dem 13. Jahrhundert ist der älteste Teil der Kirche. | Kirche mit Friedhof                                 |
| 500 | Dorfstraße 10 (Karte)        | Bauernhof mit Stallscheune und Scheune              | | Bauernhof mit Stallscheune und Scheune              |
| 501 | Dorfstraße 11 (Karte)        | Bauernhof mit ehem. Wohnhaus (Fachwerk) und Scheune | Das Haus wurde 1798 erbaut. Es ist ein Durchgangshaus. | Bauernhof mit ehem. Wohnhaus (Fachwerk) und Scheune |
| 501 | Dorfstraße 20 (Karte)        | Wohnhaus (ehem. Büdnerei)                           | | Wohnhaus (ehem. Büdnerei)                           |
| 503 | Dorfstraße 37 (Karte)        | Hallenscheune                                       | Das dreiständige Haus wurde 1818 erbaut. | Hallenscheune                                       |
| 504 | Dorfstraße 38 (Karte)        | Wohnhaus (Hallenhaus) und Stall                     | Das eigentlich zweiständige Haus wurde 1715 erbaut. | Wohnhaus (Hallenhaus) und Stall                     |
| 505 | Dorfstraße 48 (Karte)        | Bauernhof mit Scheune                               | | Bauernhof mit Scheune                               |
| 506 | Dorfstraße 54b (Karte)       | Windmühle (Galerieholländer)                        | | Windmühle (Galerieholländer)                        |
| 506 | Dorfstraße 54 (Karte)        | Windmühle (Erdholländer)                            | | Windmühle (Erdholländer)                            |

## Ehemalige Baudenkmäler

### Lichtenhagen
| ID | Lage                      | Bezeichnung      | Beschreibung | Bild             |
| -- | ------------------------- | ---------------- | ------------ | ---------------- |
|    | Dorfstraße 18 (Karte)     | ehemaliger Stall |              | ehemaliger Stall |
|    | Dorfstraße 36 (Karte)     | Wohnhaus         |              | Wohnhaus         |
|    | Dorfstraße 41 (Karte)     | Wohnhaus         |              | Wohnhaus         |
|    | Evershäger Weg 25 (Karte) | Wohnhaus         |              | Wohnhaus         |

## Quelle
Denkmalliste des Landkreises Rostock A ‐ Z (Stand: 10. Februar 2021; PDF, 497 KB)